# 2022年科威特大选
在王储米沙尔·艾哈迈德·贾比尔·萨巴赫解散议会后，科威特于2022年9月29日举行大选。

## 背景
2022年6月22日，王储米沙尔·艾哈迈德·贾比尔·萨巴赫宣布解散议会，8月28日，科威特内阁批准了在9月29日举行选举的法令。

## 选举制度
科威特国民议会的50名议员，从5个选区产生，每个选区10个席位，投票方式为不可轉移單票制。科威特禁止政党存在，因此候选人都以个人身份参选，但一些政治团体在事实上以政党的方式运作。所有年满21周岁的科威特公民，不论男女都有投票权。

## 候选人
候选人登记工作在8月29日至9月7日期间进行。118所学校被用于9月29日的国民议会选举，全国共有305人登记为候选人，其中22名为女性。

## 结果
9月30日，大选结果公布，23名原国民议会议员继续当选，27名议员新当选，其中包括2名女性。